# Вавел
Вавел (пољ. Wawel) је утврђено кречњачко брдо у граду Кракову у Пољској. Брдо је високо 228 метара. На врху брда налази се Краљевски дворац са оружарницом и катедралом у чијој се крипти налазе гробови древних краљева Пољске и других заслужних Пољака. Овде су се одвијала и крунисања пољских краљева. Због тога ово место има велики значај за пољски народ.
Вавел је у 9. веку постао најважнији утврђени замак племена Вислани. Први историјски владар Пољске Мјешко I (око 965-992) из династије Пјаст, као и његови наследници Болеслав I Храбри (992-1025) и Мјешко II (1025–1034) имали су овде своју резиденцију. У то време Вавел је био један од најважнијих центара за ширење хришћанства. Прве романичке грађевине које су служиле бискупима Кракова настале су око 1000. Од времена краља Казимира I (1034–1058) Вавел је постао политички и административни центар пољске државе. Већи део данашње катедрале настао је у 14. веку (грађевина је освештана 1364. пошто је претходна страдала у пожару), а капеле су јој додате касније. Време владавине јагелонске династије у 16. веку било је време највеће раскоши Вавела. У периоду 1507–1536 краљевски дворац је темељно преуређен. Краљ Сигисмунд I је био спонзор овог великог подухвата. Радовима су руководили италијански архитекте: Франческо из Фиренце и Бартоломео Беречи. Собе су раскошно декорисали италијански и пољски мајстори. У декорацији се нарочито истичу таписерије. После 1609. пољски краљ се преселио у Варшаву и од тада је дворац занемарен. Аустријанци су преузели Краков 1795. и на Вавелу градили касарне и друге војне објекте. Дворац је рестауриран крајем 19. и почетком 20. века.
Заједно са историјским језгром Кракова, Вавел је на листи Светске баштине УНЕСКО.

## Легенде
У подножју брда, поред реке Висле, налази се статуа змаја који је симбол града. По легенди змај је прождирао девојке, а краљ је обећао руку своје кћери ономе ко убије змаја. Многи храбри витезови су покушали и нису успели. Најзад се један занатлија досетио и оставио овчију кожу натопљену сумпором пред змајеву јазбину. Змај је појео кожу, постао је јако жедан, и пио је воду из Висле док му стомак није пукао. Легенда још тврди да се змајев зуб данас налази близу врата катедрале.
Неке филозофско-религијске групе верују да су зидови дворца Вавел магични извор позитивне енергије.
- Краљевски дворац
- Краљевски дворац
- Краковска катедрала
- Сигисмундова капела
- Статуа Вавелског змаја